# Pau Miró
Pau Miró Caparrós (Barcelona, 1974) é ator, diretor e dramaturgo catalão.

## Biografia
Licenciado em Interpretação pelo Institut del Teatre (1999) e formado como dramaturgo na Sala Beckett, foi fundador da companhia Menudos.
Como autor residente da quarta edição do Projecte T6, escreveu e dirigiu Singapur e Lleons, esta última como parte da sua trilogia, com Búfals e Girafas (Prémio da Crítica Teatral de Barcelona ao Melhor Texto Teatral, 2009).
Entre as peças dele também destacam: Els jugadors (Temporada Alta 2011, Teatre Lliure); Bales i ombres (Teatre Lliure, 2005) e, com muito sucesso, Plou a Barcelona (Sala Beckett, 2004), nomeado a cinco Premis Butaca, traduzido para castelhano, italiano, francês, português, polaco e inglês, e com uma importante projeção internacional.
Em 2013 recebeu o prémio ao melhor texto estrangeiro pela sua obra Els jugadors, dos prémios Ubú, uns dos mais prestigiados do teatro italiano.
Na temporada teatral 2015-2016, estreou Victòria na Sala Gran do Teatro Nacional da Catalunha.
Em 2019 estreou na Villarroel Una història real, escrita e dirigida por ele. Entre 2020 e 2021 encarregou-se da dramaturgia de Pedro Páramo de Juan Rulfo, dirigido por Mario Gas e representado na Temporada Alta e no Teatro Romea.
Algumas das suas obras foram traduzidas para português e representados em alguns palcos de Portugal, como Os Jogadores, que se representou no Teatro da Politécnica em 2015, e Sorriso de Elefante, no Teatro da Politénica em 2023.